# Грибоедов, Адриан Сергеевич
Адриа́н Серге́евич Грибое́дов (4 сентября (23 августа) 1875, Санкт-Петербург — 18 июня 1944, Пятигорск) — российский, советский педиатр, невролог и детский психиатр, педолог, дефектолог. Доктор медицины, профессор.
Один из основателей ленинградской школы детских медицинских психологов; организатор Обследовательского детского института им. Грибоедова; ректор Петроградского педагогического института социального воспитания нормального и дефективного ребёнка; организатор детского здравоохранения в Ленинграде.

## Биография
Существует мнение, что Адриан Сергеевич Грибоедов приходился внучатым племянником драматургу Александру Сергеевичу Грибоедову. Документально это родство с поэтом проследить пока не удалось. В 1941 известный литературовед и исследователь творчества Александра Сергеевича Грибоедова Н. К. Пиксанов сообщил Адриану Сергеевичу Грибоедову о находке документов о его родственной связи с известным драматургом по боковой линии (единственная сестра драматурга в замужестве носила фамилию Дурново), но из-за войны и эвакуации проф. Грибоедова из Ленинграда, след этих документов был утерян.
Отец Адриана Сергеевича — отставной полковник Сергей Алексеевич Грибоедов (1840—1888).
Мать — Эмма Карловна Брандт (7 апреля 1849 — 2 июня 1893), дочь известного российского архитектора, Карла Ивановича Брандта (1810—1882), который в 1833 окончил Санкт-Петербургскую Академию художеств, а в 1853—1860 годах был Санкт-Петербургским епархиальным архитектором. Его двухэтажный особняк на Саперном переулке, дом 3 (1857) сохранился с момента его постройки в 1857 году практически без изменений.
Дядя, брат Эммы Брандт (Грибоедовой), — Эдуард Карлович Брандт (1839—1891 — профессор зоологии и сравнительной анатомии в Военно-медицинской академии, президент Русского энтомологического общества (1880—1889), мог оказать влияние на юного Адриана при выборе профессии, его портрет сохранился в архиве проф. А. С. Грибоедова среди самых дорогих реликвий.
Адриан Грибоедов родился в Петербурге, где в 1894 году окончил Санкт-Петербургскую 5-ю гимназию. В том же году он поступил в Императорскую Военно-медицинскую академию.
В годы учёбы А. С. Грибоедов увлекся педиатрией и с интересом работал в клинике детских болезней профессора Н. П. Гундобина. Вскоре его заинтересовала проблема нервно-психических расстройств у детей, что привело его к профессору В. М. Бехтереву. Именно на его кафедру Адриан Сергеевич был направлен в 1899 году, когда с окончанием академии и получением звания лекаря, оказался среди тех выпускников, кто для дальнейшего совершенствования был оставлен в академии. С этого момента и до самой смерти академика он стал одним из ближайших его помощников и учеников.
Одновременно Адриан Сергеевич продолжил работу в клинике детских болезней профессора Н. П. Гундобина. Совместно с ним и профессорами психологии А. Ф. Лазурским и А. П. Нечаевым в 1902 году А. С. Грибоедов принял участие в организации первых в России педологических курсов. Здесь, получив в 1903 году должность штатного ассистента клиники душевных и нервных болезней профессора В. М. Бехтерева, Адриан Сергеевич был допущен к чтению лекций по педагогике и детской психопатологии. Поработать пришлось только год. С началом Русско-японской войны А. С. Грибоедов получил назначение младшим врачом Изборского 177 пехотного полка, дислоцировавшегося в Риге. В этой должности он заменил коллегу, командированного на Дальний Восток, и вернулся домой только после окончания войны.
В 1906 году А. С. Грибоедов был назначен сначала ординатором, а затем сверхштатным ассистентом психиатрической клиники Николаевского военного госпиталя в Петербурге и почти одновременно принят врачом приюта братства во имя Царицы Небесной для детей-идиотов и эпилептиков, который был открыт Е. К. Грачёвой в 1903 году в шестидесяти километрах от столицы, на Карельском перешейке, на железнодорожной станции Райвола. В приюте призревалось 204 живущих и 40 приходящих детей, распределённые по пяти группам:
- эпилептики и идиоты, поддающиеся некоторому обучению;
- полнейшие идиоты, требующие лишь физического ухода;
- буйные душевно больные дети;
- отсталые и припадочные школьники;
- припадочные ремесленного отделения.

В том же году он вновь стал читать курс по педагогике и детской психологии, но теперь уже на Фребелевских Курсах и в Педагогической академии, которая возникла по инициативе В. М. Бехтерева на месте бывших педологических курсов.
В 1907 году профессор В. М. Бехтерев привлек А. С. Грибоедова к организации при Военно-медицинской академии своего главного детища — Психоневрологического института. Заняв здесь должность штатного преподавателя, в 1908 году Адриан Сергеевич подготовил объемный курс по педологии, гигиене воспитания, детской психоневрологии, медицинской психологии и дефектологии. Эти лекции, адресованные как студентам, так и врачам, получили весьма высокую оценку, и уже через два года А. С. Грибоедов был избран на должность профессора Психоневрологического института, с последующим утверждением в этом звании.
В 1908 году в составе Лиги образования при непосредственном участии А. С. Грибоедова было организовано Всероссийское общество образования и воспитания ненормальных детей, ставшее предтечей современных объединений дефектологов и психологов. В 1913 году Адриан Сергеевич был избран товарищем председателя Общества и исполнял эти обязанности до Октябрьской революции,

### Деятельность при Советской власти
Вскоре после того, как власть в России оказалась в руках большевиков, в марте 1918 года в Петрограде при так называемом Союзе коммун Северной области был образован Комиссариат здравоохранения. 24 февраля 1919 года Союз коммун Северной области прекратил своё существование, а комиссариат здравоохранения после серьёзного реформирования стал называться Губернским отделом здравоохранения (Губздравотдел). Тогда же в нём впервые был создан подотдел Охраны здоровья детей, в структуре которого среди прочих было отделение дефективных детей. Его и возглавил А. С. Грибоедов, тем самым оказавшись среди первых организаторов системы детского здравоохранения Петрограда.
Вместе с другим сотрудником Губздравотдела — профессором В. О. Мочаном, А. С. Грибоедов оказался одним из учредителей Ленинградского врачебно-педологического общества. Интересы детского здравоохранения Адриан Сергеевич представлял в Петросовете, избиравшись его членом на протяжении нескольких созывов, до 1924 года включительно.
Важным делом на посту одного из руководителей здравоохранением Петрограда стало для Адриана Сергеевича открытие в 1919 году Педагогического института социального воспитания нормального и дефективного ребёнка (впоследствии Институт педологии и дефектологии). Его ректором А. С. Грибоедов был назначен в 1923 году, перейдя сюда из Губздравотдела.
Почти одновременно, в 1923 году профессор А. С. Грибоедов возглавил кафедру врачебной педагогики (позже — кафедра гигиены воспитания) в Государственном институте медицинских знаний (переименованном вскоре в Санитарно-гигиенический медицинских институт). Институт был создан на базе медицинского факультета Психоневрологического института академика В. М. Бехтерева всего тремя годами ранее. Кафедры врачебной педагогики в нём не существовало, и Адриану Сергеевичу пришлось организовывать её с «чистого листа».
Вместе с тем, до 1928 года, Адриан Сергеевич оставался вице-президентом в руководимой В. М. Бехтеревым ещё с дореволюционных времён Психоневрологичской академии (наб. реки Мойки, д. 52). Находясь в этой должности, а также используя свое положение в Губздравотделе, при Психоневрологичской академии А. С. Грибоедов ещё в 1919 году организовал Обследовательский детский институт. Задача института заключалась в изучении природы психоневропатий и дефективности детей, разработке методов исследования детской личности, выработке критериев диагностики и определения степени и глубины повреждения, а также разработке методов обучения и воспитания при различных видах и степенях дефективности. Первоначально институт располагался на Каменном острове в доме № 13 по Берёзовой аллее, но в 1926 году переехал на наб. реки Фонтанки в дом № 5. На новом месте он стал носить имя своего основателя — профессора Грибоедова.
Ещё до того, как в середине 1930-х годов началась кампания против педологии как науки, которая с выходом 4 июля 1936 года известного Постановления ЦК ВКП(б) «О педологических извращениях в системе Наркомпросов» завершилась её полным разгромом, Обследовательский детский институт был упразднен. К тому времени профессор А. С. Грибоедов успел передать руководство институтом Н. Д. Щепкину, оставаясь в нём лишь сверхштатным научным консультантом. Связано это было с тем, что в конце 20-х годов Адриан Сергеевич принял предложение возглавить клинику и кафедру детской психоневрологии и психологии Первого медицинского института, а также Психоневрологический сектор Научно-практического института охраны здоровья детей и подростков (НПИ ОЗДиП, ныне известного как НИИ детских инфекций).
С началом Великой Отечественной войны А. С. Грибоедов некоторое время оставался в Ленинграде, где пережил первую блокадную зиму. Весной 1942 года вместе с частью сотрудников и студентов Первого медицинского и Санитарно-гигиенического институтов он был эвакуирован на Кавказ для организации в Кисловодске филиала медицинского института. Оказалось, что рядом в Пятигорске разместился фармацевтический институт эвакуированный из Днепропетровска. Туда, для руководства кафедрой гигиены и был направлен Адриан Сергеевич. В августе 1942 года Кавказ был захвачен противником, однако работа Пятигорского фармацевтического института не прекращалась. С большим облегчением его сотрудники, а вместе с ними и профессор А. С. Грибоедов весной 1943 года встретили возвращение Красной Армии. После освобождения города А. С. Грибоедов продолжил работу на своей кафедре, а с марта 1943 года, к тому же, принял на себя обязанности заместителя директора по научной и учебной работе. В конце войны, когда пришло известие по снятии блокады, А. С. Грибоедов стал собираться в Ленинград.
Умер в июне 1944 года на 69 году жизни. Похоронен профессор Адриан Сергеевич Грибоедов на городском кладбище Пятигорска.

## Семья
Жена (в браке с 1896): Любовь Тимофеевна Семенцова (23 февраля 1879—1946) — профессор Педагогического института социального воспитания нормального и дефективного ребёнка. Дочери — Олимпиада (Ада) Адриановна Грибоедова (20 апреля 1899—1946), Татьяна Адриановна Грибоедова (1 ноября 1900 -?), Валентина Адриановна Грибоедова (12 октября 1902 — 19 декабря 1992) — актриса ленинградского БДТ (Большого драматического театра).
Вторым браком (1920) женат на Елене Петровне Тананаки (в замужестве — Пунина-Грибоедова, 7 декабря 1882 — 10 июня 1956). Дочь — Елена Адриановна Грибоедова (16 ноября 1927 — 4 октября 1960) — врач, кандидат. медицинских наук (1952).
Братья:
- Валентин Сергеевич Грибоедов (1878, Петербург — 14.04.1949, Париж) — в 1899 году окончил Константиновское артиллерийское училище. Участник Русско-японской войны в составе 3-го Сибирского резервного артиллерийского дивизиона. Участник Первой мировой войны, а также Гражданской войны в составе Белой армии. В эмиграции во Франции[31];
- Дмитрий Сергеевич Грибоедов (источник инфо отсутствует).

Внук: Сергей Дмитриевич Черкасский, (род.1957, Ленинград) — театральный режиссёр, педагог, исследователь театра, профессор, доктор искусствоведения, лауреат международной премии К. С. Станиславского.

## Адреса в Петербурге
В молодые годы А. С. Грибоедов снимал квартиры на Гагаринской ул., д. 11, затем на Знаменской ул., д. 43.
С 1915 года по 1920 год семья Адриана Сергеевича проживала по адресу Малая Московская ул., д. 4.
Последний адрес А. С. Грибоедова с 1920 года и до конца жизни — в здании, где находился его Обследовательский институт: наб. реки Фонтанки, д. 5.

## Вклад в науку
- А. С. Грибоедов оказался одним из основоположников такого направления детской психологии, как дефектология.
- Под руководством А. С. Грибоедова в Обследовательском институте и Институт педологии и дефектологии были разработаны:

- ряд диагностических методик, в том числе: «физический профиль», «социалогический профиль», «местиметрическое тестирование», «сколометрия» и др.;
- классификация детских психоневропатий дефективности;
- система лечебной педагогики;
- принципы психоневрологической диспансеризации детей.

- Основные научные интересы А. С. Грибоедова лежали в плоскости изучения умственной отсталости, детской психопатологии и трудновоспитуемости. В условиях идеологического прессинга и навязанного науке марксистско-ленинского мировоззрения А. С. Грибоедов не мог оставаться полностью свободным в изложении своей научной позиции. Сам он определял её как:

«…социобиологическое направление, рассматривающее детскую личность, как единое материалистическое целое, изучаемое объективно в процессе его диалектической динамики. Социальная среда создает личность на её биологических предпосылках…»
- Оставаясь на рефлексологических позициях В. М. Бехтерева, в 30-х годах А. С. Грибоедов утверждал, что:

«рефлексологическое исследование и рефлексологическая интерпретация психологических опытов и наблюдения является необходимой частью работы с детьми».
- Так и не преодолев механистической трактовки психических процессов, на основании обследования свыше ста тысяч нормальных детей А. С. Грибоедов разработал «стандарты нормального развития разных сторон личности ребёнка». Тем самым, по его мнению, была создана основа для диагностики отклонений в развитии.
- А. С. Грибоедов одним из первых, показал влияние эндокринных желез на психику ребёнка. Он считал, что в одних случаях железы внутренний секреции могут играть первичную роль по отношению к состоянию психики, в других — наоборот, эндокринные изменения могут стать следствием первичных психических расстройств, и, наконец, изменения в психической и эндокринной сферах могут развиваться независимо друг от друга.
- А. С. Грибоедов состоял редактором журнала «Вопросы изучения и воспитания личности: педология и дефектология»[34] и сборников «Новое в дефектологии».

## Некоторые научные труды
- Ненормальные дети в семье и школе: Очерки по дет. психопатологии и патолог. педагогике / Под ред. и с предисл. препод. Психо-неврол. ин-та д-ра А. С. Грибоедова. — М.: «Польза» В. Антик и К°, 1914 — VIII. — 184 с. — (Педагогическая академия в очерках и монографиях .(Воспитание в семье и школе) / Под общ. ред. проф. Алекс. Петр. Нечаева).
- Грибоедов А. С. Умственная одаренность и принципы отбора детей во вспомогательные школы / Детский обследовательный ин-т Гос. психо-неврологич. акад. — Л.: тип. «Сов. печ.», 1928. — 30 с.
- Грибоедов А. С. Детская  психопатология и  лечебная педагогика. — Л., 1926.
- Грибоедов А. С. На пути к преступлению: (Трудновоспитуемые дети) / Под ред. проф. Л. Г. Оршанского, проф. А. А. Жижиленко и И. Я. Дерзибашева: Детский обследовательный ин-т Гос. психо-неврологич. акад. — Л.: типо-литогр. ЛИСН, 1928. — 121 с. — (Библиотека Криминологического кабинета Ленинградского областного суда).
- Грибоедов А. С. Воспитаем здоровых детей: Памятка  /   Ленингр. дом. сан. культуры. — Л.: тип. Горсовета, 1935. — 16 с.
- Грибоедов А. С. Общая и частная психопатология детского возраста / Курс проф. А. С. Грибоедова. — Б.м: Ком. соц. обеспечения. — Л., 1924. — 15 с.
- Грибоедов А. С. Медико-педагогическая экспертиза и комиссии по делам о несовершеннолетних. — М.: Гос. изд, 1923. — 43 с. — (Учеб. и учеб. пособия для шк. I и II ступ.).
- Грибоедов А. С., Дюкова М. Г. Внутренняя секреция и патология личности ребёнка / Гос. психо-неврологич. акад. Рефлексол. ин-т по изучению мозга. — Л.: тип. «Советский печатник», 1928. — 20 с.
- Новое в дефектологии: Сборник 1-2 / Под ред. проф. А. С. Грибоедова: Гос. психо-неврол. акад., Гос. рефлексол. ин-т по изучению мозга им. В. М. Бехтерева. — Л.: тип. «Советский печатник», 1928. — (Труды Дефектологического отделения Государственной психо-неврологической академии с Государственным рефлексологическим институтом по изучению мозга им. заслуженного деятеля науки академика В. М. Бехтерева в Ленинграде / Главнаука Р.С.Ф.С.Р.).
- Моисеев С. В., Грибоедов А. С., Давидсон Д. Г., Зильбера Д. А. и др. Учебник общей гигиены: Для студентов лечебного и педиатр. фак. мед. ин-тов СССР. — Л.: Медгиз, 1947. — 720 с.
- Люблинский П. И.,  Грибоедов А. С., Мухин М., Адеркас М. Справочник по вопросам социально-правовой охраны несовершеннолетних и детской дефективности / Под ред. проф. А. С. Грибоедова, С. М. Биргер: Ин-та соц. воспитания нормал. и дефетив. ребенка. — М.: Гос. изд-во, 1924. — 68 с.
- Вопросы воспитания нормального и дефективного ребенка / Сб. ст. сотрудников Пед. ин-та соц. воспитания нормального и дефективного ребенка под ред. А. С. Грибоедова, А. К. Борсука и В. В. Белоусова; Психо-неврол. акад. — М.: Гос. изд-во, 1924. — 232 с.
- Левин Ю. А. Новые методы испытаний школьной успешности и одаренности в практике Ленинградских школ / С предисл. проф. А. С. Грибоедова: Детский обследовательный ин-т им. проф. А. С. Грибоедова. Госуд. психо-неврологич. акад. в Ленинграде. — Л.: тип. «Красной газеты» им. Володарского, 1927. — 155 с.
- Шершень М. М. Дети-второгодники: Педагогическое исследование природы, причин и профилактики детской школьной отсталости / С предисл. проф. А. С. Грибоедова: Детский обследовательный ин-т им. проф. А. С. Грибоедова. Госуд. психо-неврологич. акад. в Ленинграде. — Л.: тип. «Трудовой печатник», 1927. — 46 с.
- Лобус А. И. Методика полового просвещения молодежи: (Для школьно-санитарных врачей, преподавателей и педологов) / С предисл. проф. А. В. Немилова проф. А. С. Грибоедова и Л. А. Кривского: Детский обследовательный ин-т им. проф. А. С. Грибоедова. Госуд. психо-неврологич. акад. в Ленинграде. — Л.: тип. В. Дмитриева, 1927. — 63 с.
- Федоров С. И. Школьно-педагогический эксперимент в трудовой и профессиональной школе / С предисл. проф. А. С. Грибоедова: Детский обследовательный ин-т им. проф. А. С. Грибоедова. Госуд. психо-неврологич. акад. в Ленинграде. — Л.: тип. «Красной газеты» им. Володарского, 1927. — 117 с.
- Исаев А. П. Основные вопросы педологии детского дома / С предисл. проф. А. С. Грибоедова:. — М., Л.: гос. тип. им. Евг. Соколовой, 1930. — 83 с. — (Необходимая библиотека воспитателя в детском доме).

#### Доклады на заседаниях Общества детских врачей
| Френостения и её педологическое значение | 1.02.1928 | Метод исследования детской умственной отсталости | 27.02.1929 |
— 